# 乌尔巴赫
乌尔巴赫（德語：Urbach，發音：[ˈuːɐ̯ˌbax]）是德国巴登-符腾堡州斯图加特行政区雷姆斯-穆尔县的市镇，面积20.76平方千米，2023年12月31日人口为9,274人。